# Martin Frese
Martin Frese (født 4. januar 1998) er en dansk fodboldspiller, der spiller for Hellas Verona F.C..
Han startede sin karriere i Orient GIF i 2002 inden han i 2008 skiftede til BK Frem. Herefter skiftede han som U15 spiller til FC Nordsjælland.

## Klubkarriere
Frese spillede i BK Frem, indtil han som U/15-spiller skiftede til FC Nordsjælland/Farum Boldklub.
Han fik sin debut i Superligaen den 5. maj 2017, da han startede inde og spillede de første 35 minutter i en 1-1-kamp hjemme mod F.C. København. Han måtte udgå med en skade, der senere viste at være en korsbåndsskade. Skaden blev da estimeret til at holde ham ude i 12 måneder. Han blev for sine præstationer for U/19-holdet i U/19 Ligaen 2016-17 kåret som årets spiller internt i FC Nordsjællands trup.
På trods af den langvarige skade blev det den 2. juni 2017 offentliggjort, at Frese i en alder af 19 år blev en del af FC Nordsjællands førsteholdstrup, hvor han i samme ombæring skrev under på fuldtidsprofessionel kontrakt. Oprykningen til Superligatruppen skete blandt andet som et resultat af at være med ved førsteholdets træningslejr i Spanien, hvor han var med som U/19-spiller og greb chancen.
Efter at have spillet fire kampe i 2018-19-sæsonen blev han skadet i februar 2019, hvorfor han var ukampdygtig den resterende del af sæsonen.

## Landsholdskarriere
Han har blandt andet være udtaget til U/16 Future-landsholdet i marts 2014 til to venskabskampe mod Belgien. I den første kamp spillede han fuld tid i en kamp, som Danmark tabte 2-3, hvor Frese samtidig var anfører.
Han har dog jævnfør DBU's landsholdsdatabase ikke spillet officielle landskampe for Danmark.